# Transocean (agência de notícias)

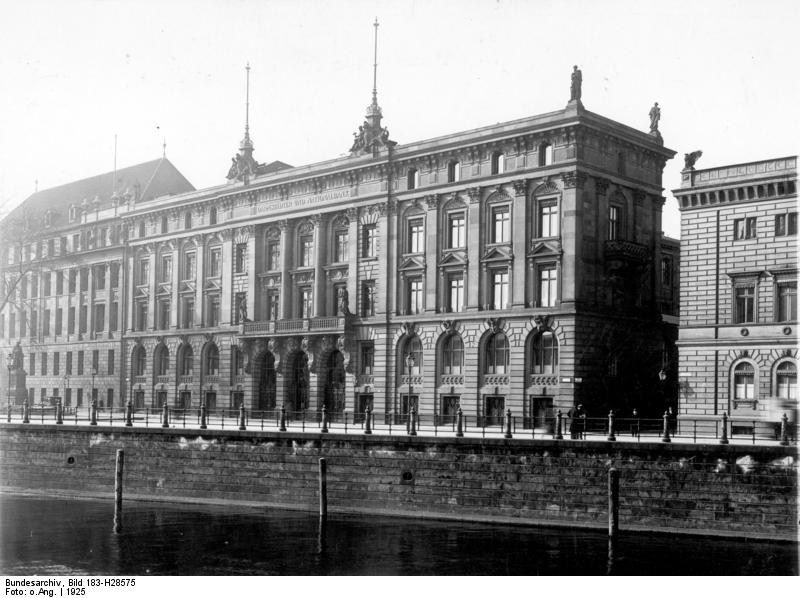
Foto da Transocean, 1925: “Darmstädter und Nationalbank”, Berlim

A Transocean GmbH (conhecida pela sigla TO) foi uma agência de notícias estatal da Alemanha fundada em 1915, durante a Primeira Guerra Mundial, e extinta em 1945, após a derrota dos nazistas na Segunda Guerra. Ela cumpriu a função de distribuir internacionalmente um serviço de notícias sob um viés favorável aos alemães tanto durante os dois conflitos quanto no período Entreguerras. Para isso, utilizava-se principalmente de transmissões por sinal de rádio (inicialmente chamado de "telégrafo sem fio") traduzidas em várias línguas. Foi a primeira agência no mundo a transmitir notícias pelo telégrafo sem fio. Também fornecia um importante serviço de fotojornalismo. Em 1933, a Transocean foi colocada sob a administração do Ministério da Propaganda do Terceiro Reich, e em 1945 o serviço foi encerrado. Seus principais destinatários estiveram na Ásia e na América Latina, onde havia consideráveis comunidades de imigrantes alemães e austríacos.

## História

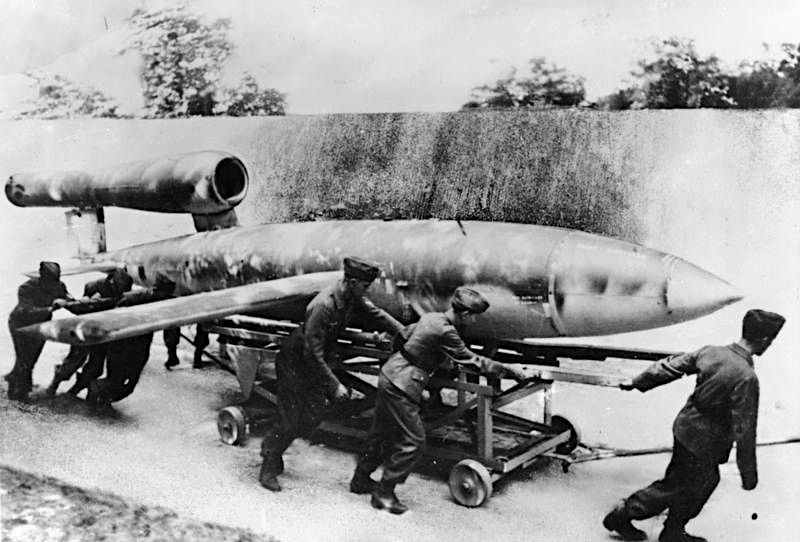
Foto Transocean / Europapress, 1944: “Míssil de cruzeiro Fieseler Fi 103 V1“

O embrião da agência Transocean foi um serviço informativo montado por uma cooperativa de indústrias alemãs chamado Syndikat Deutscher Überseedienst ("Cooperativa de Serviços Ultramarinos"), fundada em 1913 por industriais alemães com o apoio do Ministério das Relações Exteriores. Era então um órgão privado, criado para difundir e receber noticiário econômico das áreas onde as grandes empresas alemãs tivessem interesses. A principal agência alemã da época, porém, ainda era a Wolff (WTB).
Quando começou a Primeira Guerra, as agências dos países aliados (sobretudo a Havas francesa e a Reuters britânica) se engajaram na propaganda de guerra, e seus despachos noticiosos eram francamente desfavoráveis ao lado alemão. Com isso, clientes dessas agências em várias partes do mundo ficavam insatisfeitos e cobravam uma cobertura mais equilibrada. Percebendo a demanda, e usando a experiência do SDÜ, em 1915 o império alemão monta a agência Transocean, oficialmente dedicada a distribuir notícias da guerra pela perspectiva alemã. A Transocean GmbH foi oficialmente criada em 10 de maio de 1915.
Inicialmente, a Transocean pertencia a uma rede de empresas na qual esteve envolvido o empresário armamentista e barão de imprensa Alfred Hugenberg e que apareceu como um concorrente nacionalista alemão da Wolffs Telegraphisches Bureau, de orientação internacional. A TO tinha como objetivo principal fazer propaganda nos países neutros e fornecia aos jornais locais notícias e imagens gratuitas. O serviço, sempre deficitário, era compensado por subsídios do ministério. 
Finda a guerra, a Transocean se instala na China, nos anos 1920, onde funciona sob o nome chinês de Haitongshe. A empresa aumenta sua presença na Ásia no final dos anos 1930, quando todas as outras agências saíram ou foram banidas. Posteriormente, estabeleceu-se em sete cidades chinesas e na Manchúria.
Com o apoio logístico das embaixadas alemãs, a Transocean desempenhava um papel importante na propaganda alemã para países neutros. Na Argentina, a Transocean operava diretamente por transmissões de rádio no horário nobre e fornecia textos à imprensa local.

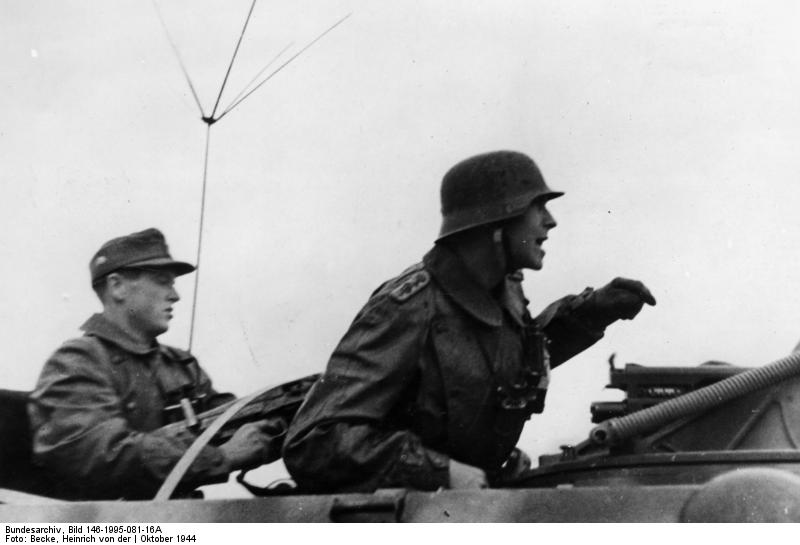
Foto Transocean/Europapress, 1944: "Rússia, comandante em porta-aviões blindado"

Em 1933, a TO, juntamente com a agência Europapress, responsável pela difusão na Europa, e o Deutschen Nachrichtenbüro (DNB), foi subordinada ao Ministério da Propaganda nazista, sob Joseph Goebbels. A partir daí, TO deveria aparecer para o mundo exterior como “uma organização de notícias independente do Estado”.  A agência forneceu à mídia estrangeira reportagens que, para aumentar sua credibilidade, deveriam vir livres da terminologia nacional-socialista. Ao mesmo tempo, 40 correspondentes da Transocean trabalhavam disfarçados no exterior para o Ministério da Propaganda.
Em 1938, a Transocean transmitia 38,5 horas por dia, sendo seis em alemão, sete em inglês, duas em espanhol e uma em francês. Além disso, cuidou do serviço naval alemão e da comunicação por rádio CQ “An Alle”. Após a eclosão da Segunda Guerra Mundial, em 1939, a TO transmitia 55 horas por dia, 66 horas em 1940 e, finalmente, 70 horas em 1941, sendo o serviço inglês expandido e o francês, suspenso. 
Em 1942, devido à guerra, a Transocean e a Europapress foram equipadas com maior capacidade como um serviço de inteligência estrangeira conjunto, fundido e adquirido pela própria empresa estatal guarda-chuva do Reich, a Telos GmbH. O serviço de rádio foi suspenso em 1943, mas a empresa existiu formalmente até 1957. Em 1955, o departamento de imprensa e informação do governo federal alemão adquiriu o arquivo da Transocean com todos os direitos e, em 1978, transferiu-o para o Arquivo Nacional da Alemanhga em Coblença. 
Sob a ocupação alemã na França, um acordo com a agência de notícias Inter-France (criada em 1937 por Dominique Sordet e Michel Alerme) previa que esta podia divulgar os despachos aos jornais regionais da zona ocupada e retransmitir a Transocean para a imprensa regional francesa. Entre os jornais regionais, 300 aderiram ao serviço alemão - na maioria das vezes, à força.
Um grande número de políticos alemães, alguns deles que chegaram a altos escalões, trabalhou para jornais e rádios alemães depois de 1945. Georg Schröder (1905–1987) foi correspondente em Bonn para o jornal Die Welt, Werner von Lojewski (1907–1980) à noite e porta-voz da CDU, Peter von Zahn (1913–2001) trabalhou como apresentador de rádio e televisão para várias estações de rádio.  

## Organização

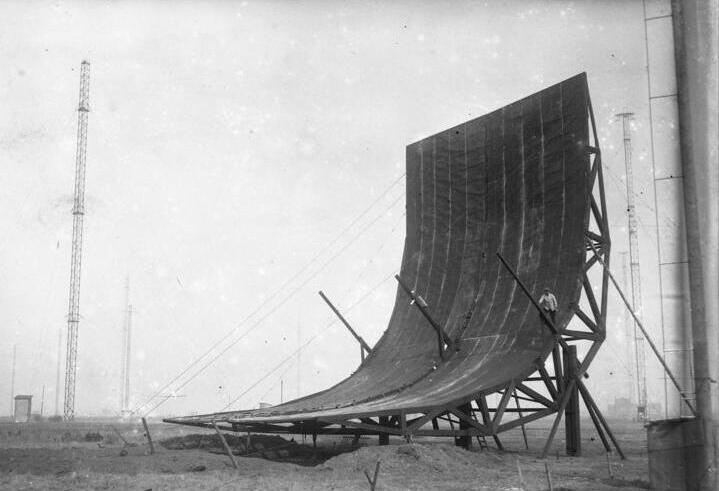
Grande antena de rádio de Nauen, 1932

Durante a Primeira Guerra Mundial, a Transocean transmitiu suas notícias sobre batalhas, política, economia e esportes por rádio para 14 países no exterior, principalmente em alemão, inglês e francês. Ao mesmo tempo, eram servidos navios de passageiros que usavam relatórios da Transocean para seus jornais de bordo . Em condições meteorológicas desfavoráveis, as mensagens só podiam ser recebidas de forma incompleta ou não eram recebidas. “Deficiências técnicas e amadorismo jornalístico significavam que a importância da Transocean GmbH se limitava em grande parte à sua função de órgão oficial de notícias alemão". 
Inicialmente, os despachos eram enviadas por uma grande estação de rádio de Nauen, perto de Berlim. A partir de 1935, a Transocean colocou em operação sua própria estação de transmissão Remate, no distrito de Niederbarnim, em virtude dos Jogos Olímpicos de 1936 em Berlim, "que esperava um volume particularmente alto de reportagens na imprensa, e os Correios da Alemanha (DRP) estavam interessados. O DRP assumiu o sistema com um transmissor de 100 kW, mais quatro transmissores de 50 kW e três de 10 kW, 11 antenas dipolo, seis antenas onidirecionais, duas antenas verticais e uma antena romboidal". A expansão era pré-requisito para manter uma operação em 24 horas. 